# N-Trance
«N-Trance» — британский евродэнс-коллектив, получивший известность в 90-х как собственными композициями — «Set You Free», «Electronic Pleasure», «Turn Up the Power», — так и кавер-версиями диско-хитов 70-х: «Stayin' Alive», «D.I.S.C.O.» и «Da Ya Think I'm Sexy?».
Группой продано около 6 миллионов экземпляров альбомов.

## История группы
N-Trance образовалась в 1990 году звукоинженерами Кевином О’Тулом и Дэйлом Лонгворфом. Первые демозаписи (включавшие танцевальную версию мелодии из детского шоу), вызывали мало интереса, но семплированный трек 1991 года «Back to the Bass» дал группе контракт с 380 Records. Именно в это время было выбрано имя N-Trance. Тем не менее проблемы с использованием семплов не давали возможности издать сингл, и группа продолжала писать.
С приглашённой вокалисткой Келли Лореной в июле 1992 года была записана «Set You Free» и отпечатан тираж в 500 копий, но из-за проблем со звукозаписывающей компанией сингл не был издан; N-Trance решили расторгнуть контракт с 380 Records и издали сингл на лейбле All Around the World Productions. «Set You Free» был издан в 1993 году, но провалился в чартах, заняв 83-ю позицию; ре-релиз сингла в 1994 году дал уже 39-ю позицию. В том же году вышел сингл «Turn Up the Power» при участии вокалистки Рэйчел МакФарлан и рэпера T-1K.
Театрализованные концертные выступления (танцоры и жонглёры факелами) на протяжении нескольких лет дали N-Trance определённую популярность на европейской танцевальной сцене. Релиз «Set You Free» в 1995 году был весьма успешным; композиция проигрывалась по радио и телевидению, заняла 2-ю позицию в британском чарте, 9 недель пробыла в Top10 и стала самым продаваемым танцевальным синглом 1995 года.
В ноябре 1995 года вышел дебютный альбом Electronic Pleasure, вместивший в себя рекордных 7 вокалистов и стили рэп, техно, поп и евробит. Следующий сингл, кавер на «Stayin' Alive» группы Bee Gees, стал не только интернациональным хитом, но и ознаменовал приход в коллектив человека, который определит звучание N-Trance — Рикардо Да Форс, бывшего участника The KLF.
Успех последующих синглов позволил N-Trance построить собственную студию Deep Blue в 1996 году. Следующие полтора года коллектив потратил на запись нового альбома Happy Hour. Синглами были выпущены каверы на «Da Ya Think I'm Sexy?» Рода Стюарта и «D.I.S.C.O.» Ottawan, а также брейкбит-хардкор «The Mind of the Machine» при участии Стивена Беркоффа. «Da Ya Think I’m Sexy?» вошла в саундтрек к фильму «Ночь в Роксбери».
В 1999 году Лонгворф покинул группу. О’Тулл принял решение прекратить концертные выступления.
В 2001 году был выпущен сборник The Best of N-Trance 1992—2002; ремикс «Set You Free» Роба Сирла занял 4-ю строчку британского чарта, а «Forever», выпущенная синглом в следующем году — 6-ю.

### 2002 — наст. время
В 2002 году Келли (при участии О’Тулла) выпускает сольный альбом All Clubbed Up. В 2004 году выходит сингл и видеоклип «I’m In Heaven» с вокалом Джиллиан Теннант. В 2005 году Дэйл и Кевин запускают проект под названием «Freeloaders». Рикардо да Форс некоторое время был резидентом клуба «The Apartment» в Дубае.
В 2009 году коллектив выложил в сеть альбом The Mind of the Machine, включающий в себя треки, записанные ещё в 1997 году, и 2 новые песни — «Free Running» и «The Earth Is Dying». В том же году в при участии Келли был выпущен сингл «Nothing Lasts Forever».
В 2013 году группа разместила на официальном канале Youtube трек «Higher».
В настоящий момент N-Trance работает над новым студийным альбомом.

## Дискография
| - 1995 — Electronic Pleasure - 1998 — Happy Hour - 2009 — The Mind of the Machine (только скачивание) - 2001 — The Best of N-Trance 1992—2002 | - 1994 — «Turn Up the Power» - 1995 — «Set You Free» - 1995 — «Stayin' Alive» - 1996 — «Electronic Pleasure» - 1997 — «D.I.S.C.O.» - 1997 — «The Mind of the Machine» - 1997 — «Da Ya Think I’m Sexy?» - 1998 — «Paradise City» - 1998 — «Tears in the Rain» - 1998 — «Broken Dreams» - 2000 — «Shake Ya Body» - 2001 — «Set You Free 2001» - 2002 — «Forever» - 2003 — «Destiny» - 2004 — «I’m in Heaven» |

## Состав группы
| Постоянные участники: - 1990: Ian Hu - 1990-наст. вр.: Kevin O’Toole - 1990-1998, 2009-2010: Dale Longworth - 1991-1993: Mike Lewis Постоянный вокал: - 1992-2003; 2007—2008: Kelly Llorenna - 1995-1996: Gillian Wisdom - 1995-1999: David Grant - 1995-1999; 2009-наст. вр.: Jerome Stokes - 1995-1999: Viveen Wray - 2004-2007: Gillian Tennant - 2009-наст. вр.: Lynsey Jane Barrow Приглашённый вокал: - 1994: Rachel McFarlane («Turn Up the Power») - 1995: Martin Ansell («Stayin' Alive») - 1995: Sandy McLelland («Stayin Alive») - 1998: Gary Crowley («Paradise City») - 2000: Leon Kelly («Shake Ya Body») | Рэп: - 1994-1995: T-1K - 1995-1999: Ricardo da Force - 2009-наст. вр.: Lee Wolfe - 2010-наст. вр.: Ben (MC B) Танцоры: - 1992-2000; 2009-наст. вр.: Lee Limer - 2003-2006: Paul Crockford Приглашённые музыканты: - 1995: Snake Davis - 1995-2006: Vinny Burns - 2000: Rob Buckland - 2000: David Browning |